# 奧仁山國家公園
42°34′00″N 18°32′00″E / 42.566667°N 18.533333°E

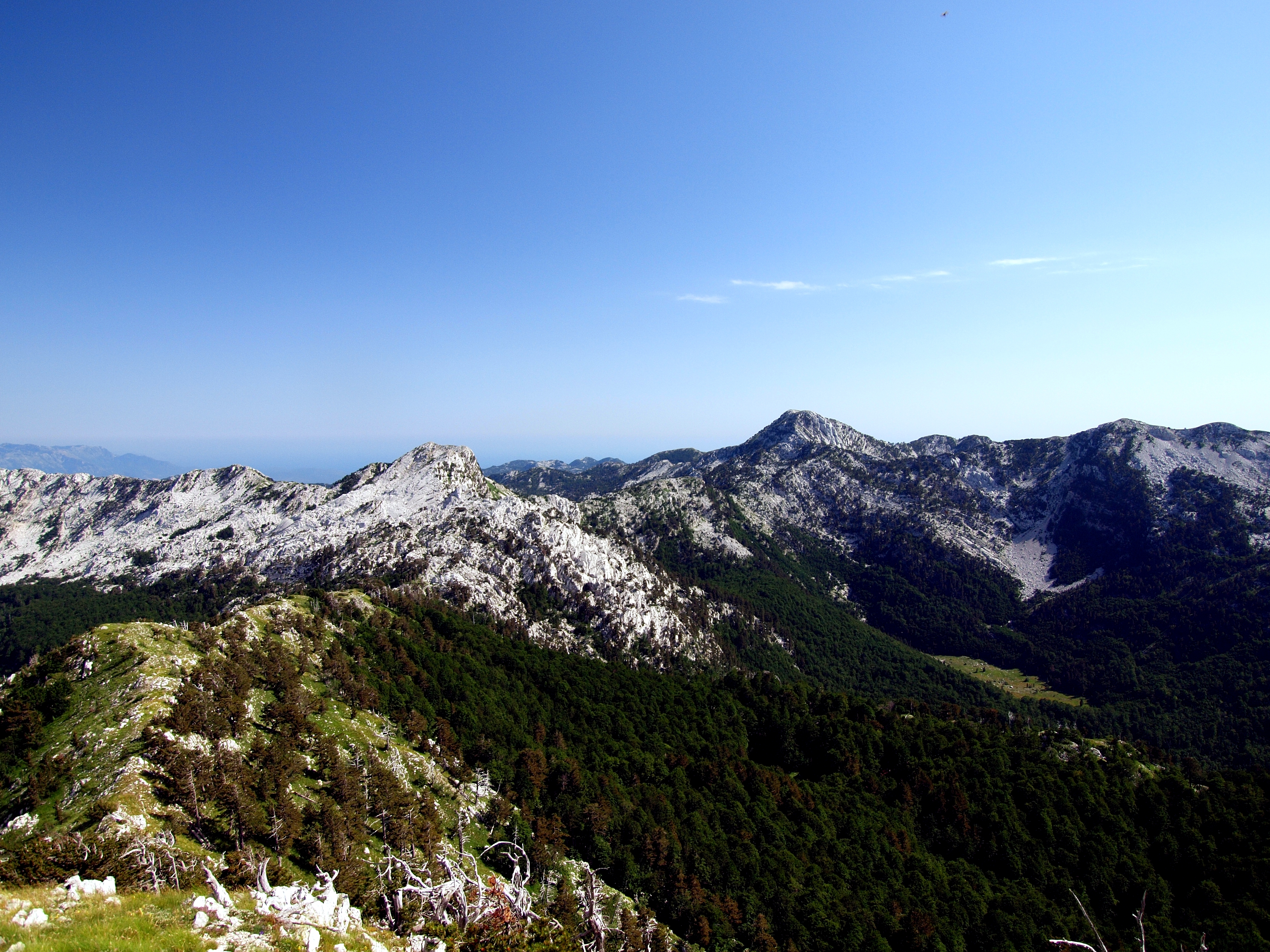

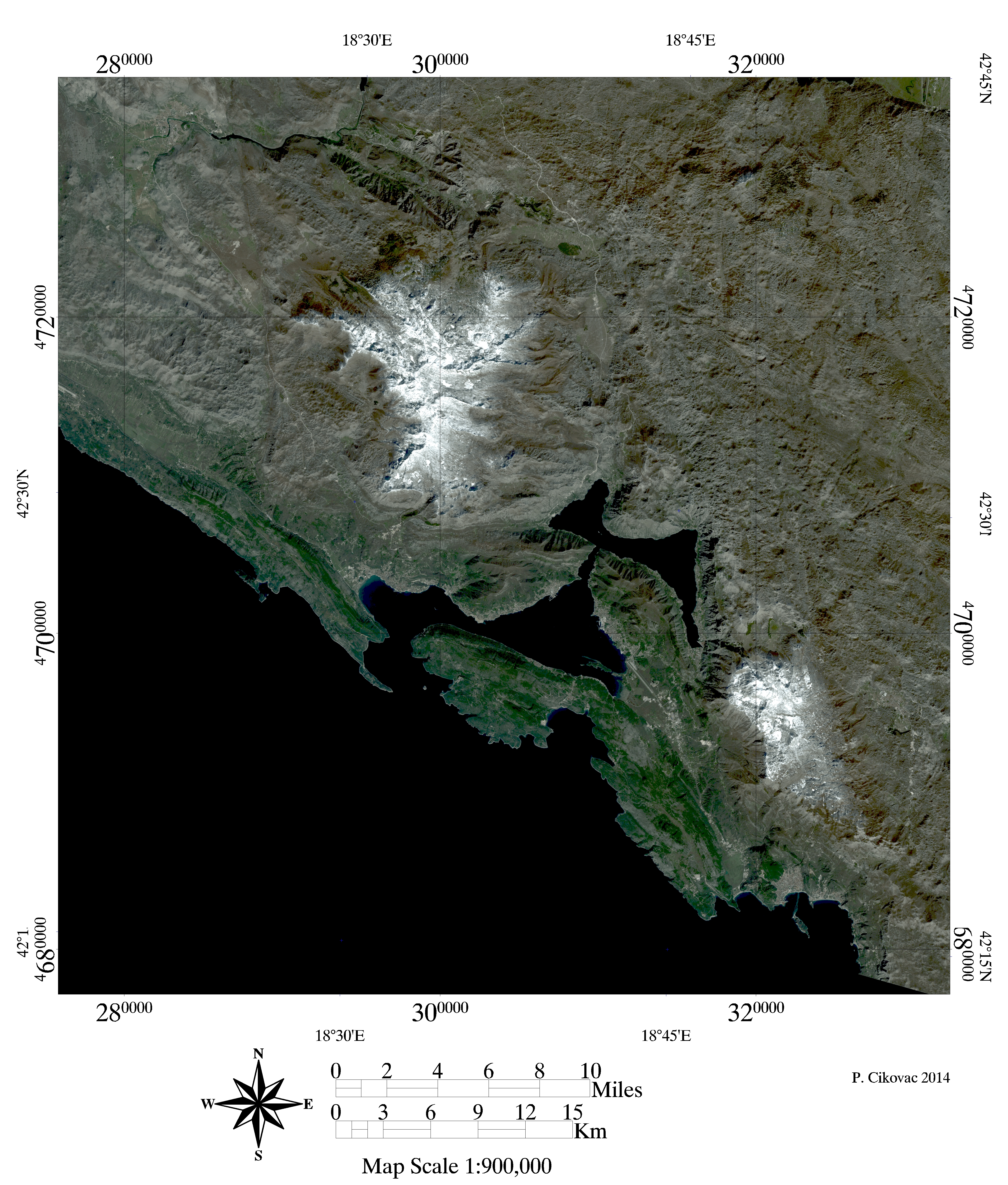

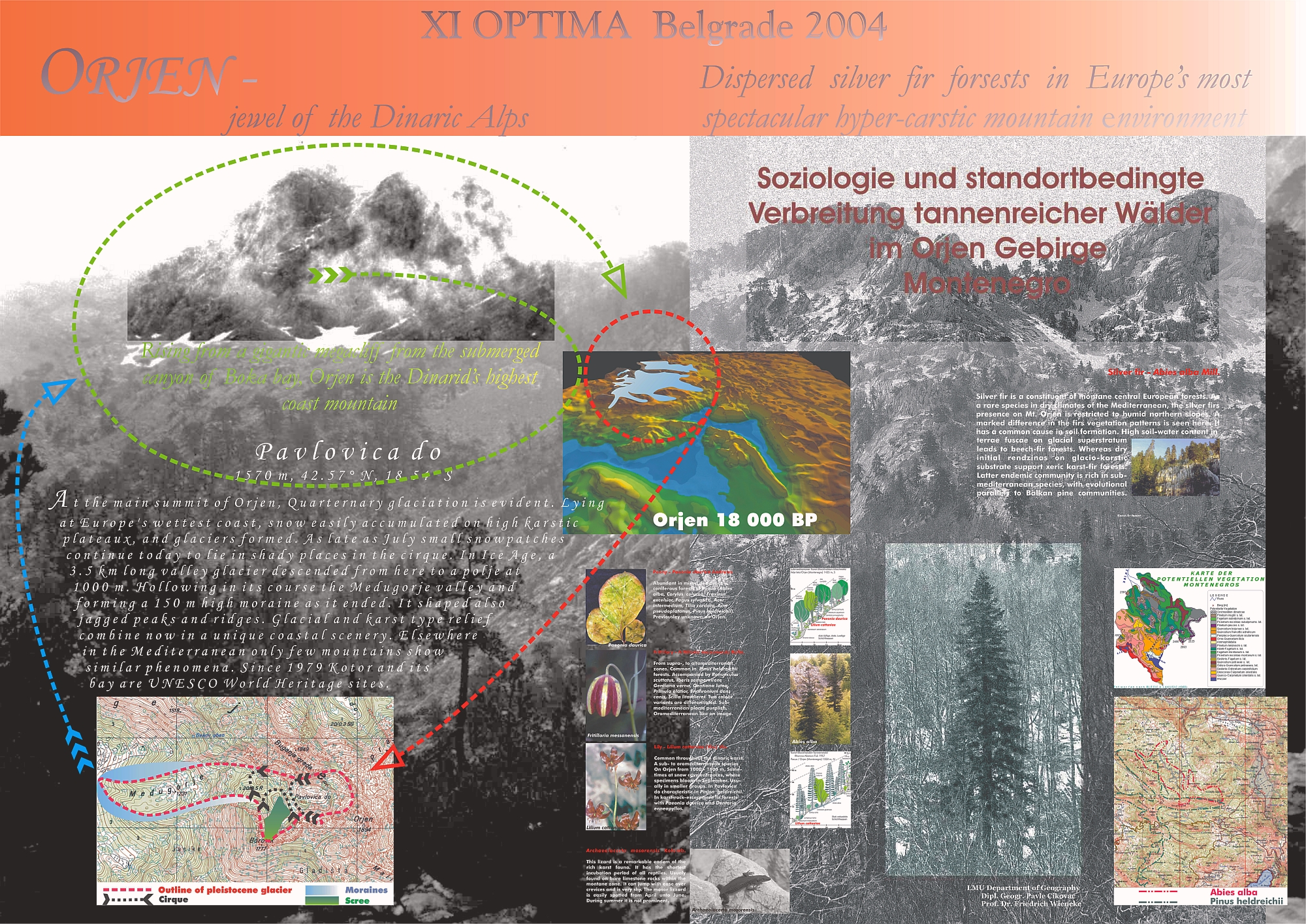

奧仁山國家公園是蒙特內哥羅的國家公園，鄰近新海爾采格、尼克希奇和特雷比涅，成立於2007年，面積190平方公里，部分地區屬於世界遺產科托爾灣的一部分。